# يان إرلند كروز
يان إرلند كروز (بالنرويجية البوكمول: Jan Erlend Kruse)‏ هو لاعب كرة قدم نرويجي في مركز الدفاع، ولد في 31 أغسطس 1968. شارك مع منتخب النرويج تحت 16 سنة لكرة القدم ومنتخب النرويج تحت 21 سنة لكرة القدم. أما مع النوادي، فقد لعب مع نادي بانيونيوس ونادي بران ونادي شايد ونادي فوليرينغا ونادي مولده.

## وصلات خارجية
- يان إرلند كروز على موقع اتحاد النرويج (النرويجية)
- يان إرلند كروز على موقع قاعدة بيانات كرة القدم.إي يو (الإنجليزية)